# Ernst Wollweber
Ernst Wollweber (Hannoversch Münden, 1898. október 29. – Kelet-Berlin, 1967. május 3.) német politikus és katona. 1953 és 1957 közt az NDK Állambiztonsági Minisztériumának vezetője volt.

## Élete
Az első világháborúban katonaként vett részt, majd a két világháború közt kezdett politizálni. A spanyol polgárháború után svéd fogságba esett, a skandináv ország közel állt ahhoz, hogy a szovjet állampolgársággal is rendelkező Wollwebert kiadja a náci Németországnak, ahol a biztos halál várta. Végül a erős nyomásra a Szovjetunióba került, ahol a második világháború végéig élt. Az NDK-ban is folytatta a politizálást, volt parlamenti képviselő is, 1953 és 1957 közt a Stasit vezette.